# Tragia schweinfurthii
Tragia schweinfurthii är en törelväxtart som beskrevs av John Gilbert Baker. Tragia schweinfurthii ingår i släktet Tragia och familjen törelväxter.
Artens utbredningsområde är Etiopien. Inga underarter finns listade i Catalogue of Life.